# Mundialito (calcio femminile)
Il Mundialito fu un torneo internazionale a inviti di calcio femminile.
Si trattò dell'unico appuntamento per squadre nazionali prima dell'avvento del mondiale femminile e l'apertura alle donne del torneo olimpico di calcio.
La prima edizione del torneo si tenne in Giappone nel settembre 1981 e se ne tennero 5 edizioni.
L'Italia ha vinto tre edizioni.

## Storia
La prima edizione del torneo si è giocata in Giappone nel settembre 1981. L'Italia ha pareggiato 1–1 con la Danimarca, poi ha battuto il Giappone 9–0, mentre l'Inghilterra ha battuto il Giappone 4–0 ma ha perso 1–0 contro la Danimarca. Le partite Giappone – Danimarca e Inghilterra – Italia non sono state giocate.
Nel 1984 e nel 1985, le squadre hanno giocato prima all'italiana all'interno di un unico girone, poi un'altra partita per decidere il vincitore e il terzo posto. Nel 1986 e nel 1988, il turno preliminare è stato disputato all'interno di due gironi, ciascuno dei quali ha inviato una squadra a partecipare alla partita finale.
Le squadre di maggior successo sono state l'Italia con tre titoli e l'Inghilterra con due titoli. Il torneo del 1985 è stato degno di nota per il debutto internazionale della squadra nazionale di calcio femminile degli Stati Uniti.
Un altro torneo internazionale più recente per squadre di calcio femminile, l'Algarve Cup, è stato anche conosciuto ufficiosamente come Mundialito.

## Edizioni
| Edizione | Anno | Paese Ospitante | Vincitore   | Finalista      | Terzo Posto | Quarto Posto |
| -------- | ---- | --------------- | ----------- | -------------- | ----------- | ------------ |
| 1        | 1981 | Giappone        | Italia      | Danimarca      | Inghilterra | Giappone     |
| 2        | 1984 | Italia          | Italia      | Germania Ovest | Inghilterra | Belgio       |
| 3        | 1985 | Italia          | Inghilterra | Italia         | Danimarca   | Stati Uniti  |
| 4        | 1986 | Italia          | Italia      | Stati Uniti    | Cina        | Giappone     |
| 5        | 1988 | Italia          | Inghilterra | Italia         | Stati Uniti | Francia      |